# Scopula sobria
Scopula sobria là một loài bướm đêm trong họ Geometridae.